# Negrea
Negrea è un comune della Moldavia situato nel distretto di Hîncești, di 1 985 abitanti al censimento del 2004.
Dista circa 85 km dalla capitale Chișinău. Le attività principali che vi si svolgono sono: l'agricoltura e l'allevamento del bestiame (bovini, suini, ovini, equini e volatili). 
Sono presenti alcuni piccoli opifici soprattutto per la lavorazione del legno. Nel cuore di Negrea si può ammirare un antichissimo monastero, mèta di rari pellegrini. 